# Den doftande trädgården
Den doftande trädgården (arabiska: الروض العاطر في نزهة الخاطر) av Muhammad ibn Muhammad al-Nafzawi, även kallad Shejk Nefzaoui, är en arabisk sexualmanual och samtidigt ett erotiskt litterärt verk. Bokens fullständiga titel lyder Den doftande trädgården för sinnlig glädje (ar-rauḍ al-ʿāṭir fī nuzhati l-ḫāṭir). Äldre datering av verket är omkring år 925 H, vilket skulle betyda i början av 1500-talet e.Kr., medan senare forskning vill placera det hundra år tidigare. Den västerländska transkriberingen av författarens namn har också skiftat från Nefzaoui till al-Nafzawi. Däremot vet man fortfarande lika lite om författaren till denna klassiska skrift. Namnet antyder att han kommer från regionen Nefzaoua i sydvästra Tunisien och han antas ha varit en litterärt bildad läkare. Denna manual för sex blev till, berättar han i sin inledning, på uppdrag av en storvesir till Tunis regent Abd el Aziz. Han omtalar också att den byggde på ett tidigare verk om sexualitet, skrivet av honom själv och kallat Universums fackla.
| ”                                                  | Lovad vare Allah som har anbragt källan till mannens största glädje i kvinnans naturliga delar och källan till kvinnans största glädje i mannens naturliga delar! Han som har bestämt att välbefinnandet, tillfredsställelsen och lindringen för kvinnans del skall vara beroende av den välkomst som hon ger mannens lem, och att en man skall finna varken rast eller ro förrän han har gjort sin plikt! | „ |
| – Ur INLEDNING / Allmänna betraktelser över samlag | |   |

## Utgåvor
Första utgåvan i Europa kom 1850 under titeln La Prairie parfumée. En fransk officer vid generalstaben i Alger med den något anonyma framtoningen "baron R." tryckte då upp 35 exemplar för sina vänner och kännare av arabisk litteratur. Flera decennier senare, år 1886, utgav den franske bibliofilen och utgivaren av erotika Isidore Liseux boken på nytt. Samma år publicerade orientalisten Richard Burton sin engelska översättning (från franska) försedd med lärda och grundliga kommentarer. Burton jämförde boken bland annat med verk av Aretino och Rabelais. Den svenska utgåvan från 1966 bygger på denna engelska översättning av Burton. Jim Colvilles översättning år 1999 var den första engelska direkt från arabiska, och han kritiserar där Burtons arbete mycket strängt.
- The Perfumed Garden of the Cheikh Nefzaoui: A Manual of Arabian Erotology, översatt av Sir Richard Francis Burton (Benares, 1886).  
  - Engelsk fulltext online
- Shejk Nefzaoui: Den doftande trädgården, illustrerad av Ib Spang Olsen (Albert Bonniers Förlag, 1966)
- Umar Ibn Muhammad Nafzawi: La prairie parfumée ou s'ébattent les plaisirs (övers. av René R. Khawam, 1976) ISBN 2-85940-005-2.
- Muhammad ibn Muhammad al-Nafzawi: The Perfumed Garden of Sensual Delight (Kegan Paul International, övers. Jim Colville, 1999) ISBN 0-7103-0644-X.

## Inspiration till musikstycke
År 1923 skrev den engelske tonsättaren och pianisten Kaikhosru Shapurji Sorabji Le Jardin Parfumé: Poem for Piano Solo.